# تسويق المزرعة
إن تسويق المزرعة أو مبيعات المزرعة هي طريقة مباشرة للتسويق حيث يبيع المزارعون المنتجات الزراعية ويكون أغلبها من الأطعمة  ويتم توجيهها مباشرةً للمستهلك، والمطاعم، ومتعهدي الحفلات، وتجار التجزئة المستقلين. يعد تسويق المزرعة من الطرق الشائعة في التسويق توجد بقطاعات زراعية صغيرة وتقليدية حول العالم، كما أنها تمثل في بعض البلدان كمية ضخمة من المبيعات عند أخذ المواد الغذائية والماشية في الاعتبار.

## السمات
كما يتضح من الاسم، مبيعات المزرعة عبارة عن إستراتيجية للتسويق يباشرها المُنِتج بالقرب من مكان إنتاج المُنتج. يأتي المستهلكون لوحدة الإنتاج أو المزرعة لشراء المحصول، وفي بعض الحالات اختيار المحصول بأنفسهم. ومن أمثلة تلك المبيعات: يبع الخضراوات من مزارع المنتجين، وبيع البيض في وحدة إنتاج البيض، والبيع المباشر للماشية من مزرعة المواشي وعمليات اختيار التوت، والفاكهة، والزهور بنفسك للشراء. بوجه عام، لا يوجد حد لنوع المنتج الذي يمكن تسويقه طالما هناك مشترين ومراسيم محلية تسمح بعملية البيع. في بعض الأحيان، يوجد عدد قليل من الوسطاء بين المزارع والمستهلك. عموما، يتم تجاوز تجار الجملة وتجار التجزئة، وبذلك تساهم الإيرادات المستقبلة من المبيعات مباشرة في دخل المزرعة.
تحقيقًا للأهداف الاجتماعية، تساعد مبيعات المزرعة في بناء علاقة مباشرة بين مجتمع الزراعي والمستهلكين، وكذلك تعزيز المراعاة للطعام والتوعية الخاصة بطريقة انتاجه عن طريق المنتجين. كما أنها تساهم في توفير الميزانية من جانب المستهلكين.
من الناحية البيئية، مبيعات المزرعة تقصر مسافات النقل ومن المتوقع أن تقلل من مخلفات الطعام.

## طرق المبيعات
تعتبر مبيعات المزرعة الأكثر شيوعا في منافذ بيع التجزئة في المزرعة نفسها في المحلات الزراعية، أو في أكشاك المزارع على الطرق، أو في الأكشاك في الأسواق التي يديرها المزارعون في أسواقهم، أو مهرجانات الأطعمة، ولكن قنوات التوزيع الأخرى يستخدموا في المبيعات من الباب إلى الباب والبيع عن بعد حيث يتلقى المزراعون الطلبات عبر التليفون، أو عبر البريد، أو عبر الإنترنت. ويتم أيضا ممارسة مخططات «اختر بنفسك» حيث يدعو المزارعون المستهلكين ليختاروا فاكهتهم وخضرواتهم.

## التحديات
يعد التحدي الأساسي لمبيعات المزرعة هو التأكد بالالتزام بقانون الطعام (مثل قواعد النظافة ومتطلبات وضع اللصائق)، وبالإضافة لذلك قانون المستهلك (مثل المعلومات المطلوبة، وفي بعض الأحيان حق المستهلك في الانسحاب من عقد البيع). هذه البيئة التنظيمية المعقدة قد تكون صعبة الإدارة للمزارعين غير المدربين في هذا المجال.

## النظم
تحت عنوان «منتج مزرعتي»، بدأت اللجنة الأوروبية بالاهتمام بترويج مبيعات المزرعة، وتعتزم التفكير في سياسة  تشجع المزارعين للمشاركة في مخططات التسويق المباشر لمنتجاتهم. كما إنه يتم تطوير مخطط وضع علامات مثل «تنظيم الجودة»، وفقا للمادة 55 من نظم الاتحاد الأوروبي رقم 2012/1151 على مخططات الجودة للمنتجات الزراعية والأطعمة، وهي تتطلب دراسة لفوائد «تسمية منتجات المزرعة» حتى يتم الانتهاء منها في عام 2014. تم تقديم تلك الدراسة في السادس من ديسمبر 2013.